# Dynatosoma nigromaculatum
Dynatosoma nigromaculatum är en tvåvingeart som beskrevs av Lundstrom 1913. Dynatosoma nigromaculatum ingår i släktet Dynatosoma och familjen svampmyggor. Arten är reproducerande i Sverige. Inga underarter finns listade i Catalogue of Life.